# Natação artística nos Jogos Pan-Americanos de 2023 - Dueto
A competição do dueto da natação artística nos Jogos Pan-Americanos de 2023 foi disputada em 31 de outubro e 2 de novembro de 2023 no Centro Aquático, localizado no cluster do Estádio Nacional. Um total de 24 nadadoras de 12 Comitês Olímpicos Nacionais (CON) participaram do evento.

## Calendário
Horário local (UTC−3).
| Data          | Hora  | Fase           |
| ------------- | ----- | -------------- |
| 31 de outubro | 13:00 | Rotina técnica |
| 2 de novembro | 13:00 | Rotina livre   |

## Medalhistas
| Ouro   | MEX Nuria Diosdado e Joana Jiménez       |
| Prata  | USA Megumi Field e Ruby Remati           |
| Bronze | BRA Laura Miccuci e Gabriela Regly Silva |

## Resultados
A competição foi dividida entre a rotina técnica e a rotina livre, com as melhores somas totais definindo as medalhistas.
| Pos.              | Nadadoras                          | CON                | Rotina técnica | Rotina livre | Total    |
| ----------------- | ---------------------------------- | ------------------ | -------------- | ------------ | -------- |
| Medalha de ouro   | Nuria Diosdado Joana Jiménez       | MEX México         | 250.2333       | 235.7875     | 486.0208 |
| Medalha de prata  | Megumi Field Ruby Remati           | USA Estados Unidos | 238.8467       | 212.8292     | 451.6758 |
| Medalha de bronze | Laura Miccuci Gabriela Regly Silva | BRA Brasil         | 198.2833       | 191.9604     | 390.2437 |
| 4                 | Melisa Ceballos Estefanía Roa      | COL Colômbia       | 212.2917       | 160.2125     | 372.5042 |
| 5                 | Audrey Lamothe Olena Verbinska     | CAN Canadá         | 197.6000       | 163.6458     | 361.2458 |
| 6                 | Soledad García Trinidad García     | CHI Chile          | 180.3567       | 156.3396     | 336.6963 |
| 7                 | Agustina Medina Lucía Ververis     | URU Uruguai        | 158.2250       | 154.1938     | 312.4188 |
| 8                 | Cesia Castañeda Grecia Mendoza     | ESA El Salvador    | 174.0567       | 122.8563     | 296.9129 |
| 9                 | Gabriela Alpajón Dayaris Varona    | CUB Cuba           | 156.2467       | 134.3708     | 290.6175 |
| 10                | Tiziana Bonucci Luisina Caussi     | ARG Argentina      | 159.0233       | 92.9854      | 252.0088 |
| 11                | Andrea Maroto Raquel Zuñiga        | CRC Costa Rica     | 131.0217       | 109.4188     | 240.4405 |
|                   | Kyra Hoevertsz Mikayla Morales     | ARU Aruba          | DNS            | DNS          | DNS      |